# 7 anten
7 anten – program emitowany w latach 80. XX wieku we wczesne niedzielne popołudnia, prezentujący materiały przygotowane przez europejskie telewizje siedmiu państw socjalistycznych (m.in. Mikrobi). W założeniu program miał służyć propagowaniu kultury (informacje o nowych filmach, teledyski, wycinki z programów TV).